# Serri
Els serri (en llatí serri) eren un poble de la Sarmàcia asiàtica a la vora de l'Euxí. Els menciona Plini el Vell. Pomponi Mela els situa entre els melanchlaeni i els siraquens.